# Championnat de Malaisie de football 1998
Navigation
Saison 1997 Saison 1999
La saison 1998 du Championnat de Malaisie de football est la dix-septième édition de la première division en Malaisie. Le championnat n'est en fait qu'une phase qualificative pour une compétition plus prestigieuse, la Coupe de Malaisie. Les douze meilleurs clubs engagés affrontent deux fois leurs adversaires, à domicile et à l'extérieur et seuls les neuf premiers se qualifient pour la phase finale de la Coupe de Malaisie, disputée sous forme de matchs à élimination directe. En fin de saison, pour permettre le passage du championnat de 12 à 10 équipes, les trois derniers sont relégués et remplacés par le champion de deuxième division.
C'est le club de Penang FA qui termine en tête du classement et qui remporte donc le titre officiel de champion de Malaisie. C'est le deuxième titre de l'histoire du club après celui remporté en 1982.
Une équipe étrangère, composée de joueurs de Brunei, participe également à la compétition.

## Les clubs participants
| - Brunei FA - Pahang FA - Selangor FA - Kuala Lumpur FA - Penang FA - Perlis FA | - Sabah FA - Sarawak FA - Negeri Sembilan FA - Perak FA - Kedah FA - Olympic 2000 - Promu de D2 |

## Compétition
Le barème de points servant à établir le classement se décompose ainsi :
- Victoire : 3 points
- Match nul : 1 point
- Défaite : 0 point

### Classement
| Rang | Équipe             | Pts | J  | G  | N | P  | Bp | Bc | Diff |
| ---- | ------------------ | --- | -- | -- | - | -- | -- | -- | ---- |
| 1    | Penang FA          | 41  | 22 | 12 | 5 | 5  | 32 | 23 | +9   |
| 2    | Pahang FA          | 40  | 22 | 12 | 4 | 6  | 42 | 31 | +11  |
| 3    | Brunei FA          | 35  | 22 | 9  | 8 | 5  | 44 | 33 | +11  |
| 4    | Kedah FA           | 34  | 22 | 9  | 7 | 6  | 36 | 33 | +3   |
| 5    | Sabah FA           | 31  | 22 | 8  | 7 | 7  | 22 | 26 | -4   |
| 6    | Sarawak FAT        | 30  | 22 | 9  | 3 | 10 | 25 | 25 | 0    |
| 7    | Perak FA           | 29  | 22 | 8  | 5 | 9  | 27 | 24 | +3   |
| 8    | Kuala Lumpur FA    | 29  | 22 | 8  | 5 | 9  | 32 | 35 | -3   |
| 9    | Negeri Sembilan FA | 27  | 22 | 7  | 6 | 9  | 24 | 28 | -4   |
| 10   | Selangor FA        | 25  | 22 | 7  | 4 | 11 | 28 | 32 | -4   |
| 11   | Perlis FA          | 25  | 22 | 7  | 4 | 11 | 33 | 39 | -6   |
| 12   | Olympic 2000P      | 18  | 22 | 4  | 6 | 12 | 20 | 36 | -16  |

|  | Champion de Malaisie 1998 et qualification pour la phase finale de la Coupe de Malaisie                   |
|  | Qualification pour la Coupe des Coupes 1998-1999 et pour la phase finale de la Coupe de Malaisie          |
|  | Qualification pour la phase finale de la Coupe de Malaisie                                                |
|  | Qualification pour la Coupe d'Asie des clubs champions 1998-1999 et relégation en deuxième division       |
|  | Relégation en deuxième division                                                                           |
|  | T : Tenant du titre C : Vainqueur de la Coupe de la Fédération de Malaisie P : Promu de deuxième division |

## Bilan de la saison
| Championnat de Malaisie de football 1998           |                      |
| Champion                                           | Penang FA (2e titre) |
| Coupes et trophées                                 |                      |
| Vainqueur de la Coupe de la Fédération de Malaisie | Johor FA             |
| Qualifications continentales                       |                      |
| Coupe d'Asie des clubs champions 1998-1999         | Selangor FA          |
| Coupe des Coupes 1998-1999                         | Sarawak FA           |
| Promotions et relégations                          |                      |
| Promus en Premier 1 League                         | Terengganu FA        |
| Relégués en Premier 2 League                       | Selangor FA          |
| Relégués en Premier 2 League                       | Perlis FA            |
| Relégués en Premier 2 League                       | Olympic 2000         |